# Lunda distrikt
Lunda distrikt är ett distrikt i Nyköpings kommun och Södermanlands län. 
Distriktet ligger väster om Nyköping. 

## Tidigare administrativ tillhörighet
Distriktet inrättades 2016 och utgörs av socknen Lunda i Nyköpings kommun.
Området motsvarar den omfattning Lunda församling hade vid årsskiftet 1999/2000.